# Guo (gunstling)
Guo, död 300, var en kinesisk gunstling.
Hon var kusin till kejsarinnan Jia av Jindynastin (265–420). Hon gifte sig med Wang Yan (död 311). Genom sin kusins maktställning som Kinas de facto regent kom hennes släktingar att inta en viktig plats vid hovet. Guo ska ha stått nära sin kusin och blivit en av hennes gunstlingar. Hon använde sig av sitt inflytande till sin affärsverksamhet och omtalas för att ha samlat en betydande förmögenhet. Hon avled vid sin kusins fall. Hennes make överlevde dock detta ll och dödades först 311 av de invaderande Xiongnu. 